# Custer (Washington)
Custer je obec v okrese Whatcom v americkém státě Washington. V roce 2010 zde žilo 366 lidí a rozloha obce byla 4,7 km². Z 366 obyvatel bylo 89 % běloši, 2 % Asiaté a 0,5 % Afroameričané. 9 % bylo hispánského původu. Své jméno obec nese po svém prvním pošťákovi, Albertu W. Custerovi. Původně se obec nacházela kousek jihozápadně od nynější lokality. Okolo roku 1890 se ale přesunula k nové železnici. V padesátých letech minulého století byl Custer domovem tehdy mladé manželky a matky Loretty Lynnové.